# Пясечно (Люблінське воєводство)
Пясечно (пол. Piaseczno) — село в Польщі, у гміні Людвін Ленчинського повіту Люблінського воєводства.
Населення — 229 осіб (2011).
У 1975-1998 роках село належало до Люблінського воєводства.

## Демографія
Демографічна структура станом на 31 березня 2011 року:
|          | Загалом | Допрацездатний вік | Працездатний вік | Постпрацездатний вік |
| -------- | ------- | ------------------ | ---------------- | -------------------- |
| Чоловіки | 103     | 24                 | 74               | 5                    |
| Жінки    | 126     | 19                 | 75               | 32                   |
| Разом    | 229     | 43                 | 149              | 37                   |